# Шріт
Шріт, іноді шрот (нім. Schrot — «дріб», «дрібні обрізки») — твердий залишок насіння олійних культур після вилучення з нього олії екстракційним способом; побічний продукт виробництва олій, отриманий після екстрагування олій розчинниками.

## Походження
Внаслідок пресування насіння залишається макуха. Хоч більшість олії виділяється під час пресування, але в макусі її вміст усе ще становить до 10 %. Для остаточної екстракції олії з макухи використовують органічні розчинники після обробки якими в насінні залишається лише 1,5-2 % олії. Оце почавлене та знежирене насіння і є шротом.

## Види та застосування
Залежно від початкової сировини розрізняють соняшниковий, соєвий, ріпаковий (камоловий), арахісовий, гірчичний, конопляний, кукурудзяний та інші види шротів. Шріт використовується перш за все як високопротеїнова добавка для виробництва кормів для худоби та птиці, оскільки багатий на рослинні білки, клітковину, вітаміни Е та В, калій, фосфор та інші мінеральні речовини.

## Основні якісні показники
Оскільки шріт використовується для виготовлення високоякісних кормів, то оцінюється він за вмістом цінних речовин перш за все протеїну та жирів. Існує два способи визначення. На території колишнього СРСР досі діють нормативи за якими показники вмісту цих речовин визначаються в перерахунку на абсолютну суху речовину. У більшості інших держав вміст визначають як є в сирій речовині. Показники отримані за цими методиками відрізняються між собою. Популярним для загального орієнтування є також такий показник як профат (від англ. profat, яке є скороченням protein&fat) який визначається сумарним вмістом протеїну та жиру (залишкового вмісту олії). Також традиційно шроти поділяють на високо- та низькопротеїнові.

### Цінність різних видів
Найціннішим є високопротеїновий соєвий шріт, профат якого становить 48-49 %, з яких 45-46 білок, а інше жири. Низькопротеїновий соєвий шріт містить 42-43 % білків та 2-3 % жирів. Високопротеїновий соняшниковий шріт містить від 39 % білка, а низькопротеїновий — до 36 %. Ріпаковий або ж каноловий шріт містить до 36 % білка. Ці три види шроту є найпопулярнішими на світовому ринку. Втім ця популярність не завжди збігається з обсягами виробництва, наприклад третє місце належить бавовниковому шроту, але він майже не використовується поза країнами-виробниками.
Один і той же вид шроту, вироблений в різних країнах з місцевої сировини, має різні якісні показники і відповідно різні ціни за інших однакових умов. Наприклад найвищий вміст білка в німецькому соєвому шроті — 49 %, в американському чи бразильському — близько 48 %, аргентинському — 45-46 %. Відповідно найдорожчим є німецький соєвий шріт.

## Світове виробництво та торгівля

### Соєвий шріт
Найпопулярнішим є високобілковий соєвий шріт. Його річне виробництво досягає 130 мільйонів тон. Найбільшим виробником у світі є США — на країну припадає третина світових обсягів. На четвірку найбільших виробників — США, Бразилію, Китай та Аргентину припадає 3/4 світового виробництва. Однак якщо Сполучені Штати та Китай споживають більшість власного виробництва, то Бразилія і Аргентина є великими експортерами на яких припадає 2/3 постачань на міжнародний ринок. Основними покупцями соєвого шроту є країни Європи та Південно-Східної Азії.

### Ріпаковий шріт
Найбільшим виробником ріпакового шроту є Китай. Річне виробництво продукту становить 20 мільйонів тон з яких 6,5 припадає на Китай. Однак ця країна відправляє на експорт лише близько 200 тисяч тон, тому найбільшими експортерами є Німеччина та Канада. Німеччина займає друге місце за виробництвом і забезпечує 35 % світового експорту. Канада входить в п'ятірку найбільших виробників, а її частка в світовому експорті становить близько 20 %. Основними споживачами ріпакового шроту є Китай, Німеччина, Індія, США та країни Європейського союзу.
Слід відзначити, що в останні роки росте виробництво ріпаку в Україні — збільшуються посівні площі, виробництво ріпакової олії та шроту. Український ріпаковий шрот значною мірою йде на експорт, в основному в європейські країни.

### Соняшниковий шріт
За обсягами виробництва соняшникового шроту Україна входить в трійку лідерів разом з Аргентиною та Росією. Світове виробництво становить понад 9 мільйонів тон, з яких понад 40 % припадає на вказану трійку. Лідером є Аргентина яка до того ж експортує 90 % обсягів виробництва, що становить біля половини світового експорту. Україна експортує близько 700 тисяч тон, тобто понад половину шроту отриманого підприємствами олійної промисловості. Росія виробляє біля мільйона тон шроту, але практично увесь споживає на внутрішньому ринку, при цьому регулярно імпортує шрот з України. Досить значні обсяги виробництва шроту в Китаї— близько 400 тисяч тон, але практично увесь він споживається на внутрішньому ринку країни.

## Ціноутворення
Оскільки найбільшим виробником та споживачем соєвого шроту є США, то саме тамтешні ціни впливають на увесь світовий ринок. Торгівці усього світу орієнтуються на ціни Чиказької торгової біржі (Chicago Board Of Trade). Ціни тамтешніх ф'ючерсів визначають світові ціни на шрот на середньострокові терміни.
Оскільки США практично не експортують соєвий шріт, то Європа імпортує цю продукцію з Аргентини та Бразилії. Тому ціни в Європі визначаються в Ротердамі де торгують імпортним шротом з Південної Америки. Ціни на шрот європейського виробництва, соєвий та ріпаковий, орієнтуються на ціни в Гамбурзі бо Німеччина є найбільшим виробником.
Країни віддалені від Ротердаму, наприклад Польща, Угорщина, країни Балтії та деякі країни Середземномор'я активно купують соняшниковий український шріт, який за якістю не поступається аргентинському, а його транспортування помітно дешевше.